# Puccinellia thomsonii
Puccinellia thomsonii là một loài thực vật có hoa trong họ Hòa thảo. Loài này được (Stapf) R.R.Stewart miêu tả khoa học đầu tiên năm 1945.